# Онищук Петро Павлович
Петро Павлович Онищук (30 вересня 1993, с. Ромашівка, Тернопільська область — 9 липня 2022, м. Часів Яр, Донецька область) — український військовослужбовець, старший солдат Збройних сил України, учасник російсько-української війни. Кавалер ордена «За мужність» III ступеня (2023, посмертно).

## Життєпис
Петро Онищук народився 30 вересня 1993 року в селі Ромашівка, нині Білобожницької громади Чортківського району Тернопільської области України.
Закінчив Заліщицький аграрний коледж імені Євгена Храпливого.
Проживав у селі Угринь Чортківського району на Тернопільщині. Після мобілізації служив водієм-санітаром, старшим солдатом стрілецького батальйону. Загинув 9 липня 2022 року в м. Часів Яр на Донеччині.
Похований 21 липня 2022 року в с. Угринь, де проживав.

## Нагороди
- орден «За мужність» III ступеня (9 січня 2023, посмертно) — за особисту мужність і самовідданість, виявлені у захисті державного суверенітету та територіальної цілісності України, вірність військовій присязі[1];
- почесний громадянин Заводської громади (31 серпня 2023, посмертно) — за вагомий особистий вклад у становленні української державності та особисту мужність і героїзм, виявлені у захисті державного суверенітету та територіальної цілісності України[2].